# Агила II
Агила II (гот. 𐌰𐌲𐌹𐌻𐌰, лат. Agila, Achila, Akhila) — король вестготов в 711—714 годы.

## Биография
После гибели Родериха Агила II был провозглашен королём на северо-востоке вестготской державы: с его именем чеканили монеты в Таррагоне, Жироне и Нарбоне. В «Хронике вестготских королей» Агиле II приписывается трёхлетний период правления. Этим наши сведения о нём исчерпываются.
Агила II определенно не был сыном Витицы, но, скорее всего, принадлежал к его сторонникам, так как в списке королей, называющем его имя среди других королевских имён, не упоминается Родерих. У него были дети: Сара, Мадрубал и Оппа.